# Halterofilismo nos Jogos Olímpicos de Verão de 2016 - Até 69 kg feminino
A competição da categoria até 69 kg feminino do halterofilismo nos Jogos Olímpicos de Verão de 2016 foi realizada no dia 10 de agosto no Pavilhão 2 da Riocentro.

## Calendário
Horário local (UTC-3)
| Dia          | Horário | Fase    |
| ------------ | ------- | ------- |
| 10 de agosto | 12:30   | Grupo B |
| 10 de agosto | 15:30   | Grupo A |

## Recordes
Antes desta competição, os recordes mundiais e olímpicos da prova eram os seguintes:
| Recorde mundial  | Arranque  | CHN Liu Chunhong | 128 kg | Pequim, China | 13 de agosto de 2008 |
| Recorde mundial  | Arremesso | CHN Liu Chunhong | 158 kg | Pequim, China | 13 de agosto de 2008 |
| Recorde mundial  | Total     | CHN Liu Chunhong | 286 kg | Pequim, China | 13 de agosto de 2008 |
| Recorde olímpico | Arranque  | CHN Liu Chunhong | 128 kg | Pequim, China | 13 de agosto de 2008 |
| Recorde olímpico | Arremesso | CHN Liu Chunhong | 158 kg | Pequim, China | 13 de agosto de 2008 |
| Recorde olímpico | Total     | CHN Liu Chunhong | 286 kg | Pequim, China | 13 de agosto de 2008 |

## Medalhistas
| Ouro   | CHN Xiang Yanmei     |
| Prata  | KAZ Jazira Japparkul |
| Bronze | EGY Sara Ahmed       |

## Resultados
Participaram do evento 17 halterofilistas.
| Pos.              | Halterofilista                   | Grupo | Peso corporal | Arranque (kg) | Arranque (kg) | Arranque (kg) | Arranque (kg) | Arresesso (kg) | Arresesso (kg) | Arresesso (kg) | Arresesso (kg) | Total |
| Pos.              | Halterofilista                   | Grupo | Peso corporal | 1             | 2             | 3             | Resultado     | 1              | 2              | 3              | Resultado      | Total |
| ----------------- | -------------------------------- | ----- | ------------- | ------------- | ------------- | ------------- | ------------- | -------------- | -------------- | -------------- | -------------- | ----- |
| Medalha de ouro   | CHN Xiang Yanmei                 | A     | 68.78         | 113           | 116           | 118           | 116           | 142            | 145            | 147            | 145            | 261   |
| Medalha de prata  | KAZ Jazira Japparkul             | A     | 69.00         | 111           | 115           | 117           | 115           | 140            | 140            | 144            | 144            | 259   |
| Medalha de bronze | EGY Sara Ahmed                   | A     | 68.00         | 107           | 110           | 112           | 112           | 135            | 140            | 143            | 143            | 255   |
| 4                 | COL Leydi Solís                  | A     | 68.61         | 106           | 110           | 110           | 110           | 140            | 143            | 146            | 143            | 253   |
| 5                 | ARM Nazik Avdalyan               | A     | 68.55         | 103           | 107           | 107           | 107           | 130            | 133            | 135            | 135            | 242   |
| 6                 | BLR Darya Pachabut               | A     | 66.88         | 105           | 105           | 108           | 105           | 126            | 132            | 137            | 132            | 237   |
| 7                 | ECU Neisi Dajomes                | B     | 68.83         | 100           | 104           | 107           | 107           | 130            | 135            | 135            | 130            | 237   |
| 8                 | MGL Mönkhjantsangiin Ankhtsetseg | A     | 68.97         | 106           | 106           | 108           | 106           | 131            | 135            | 135            | 131            | 237   |
| 9                 | CAN Marie-Ève Beauchemin-Nadeau  | A     | 68.81         | 98            | 98            | 103           | 98            | 130            | 135            | 136            | 130            | 228   |
| 10                | GBR Rebekah Tiler                | B     | 68.59         | 98            | 101           | 101           | 101           | 122            | 126            | 126            | 126            | 227   |
| 11                | FIJ Apolonia Vaivai              | B     | 68.88         | 88            | 88            | 92            | 88            | 108            | 113            | 117            | 113            | 201   |
| 12                | TUR Duygu Aynacı                 | B     | 68.83         | 85            | 88            | 90            | 90            | 105            | 110            | 110            | 110            | 200   |
| 13                | TKM Gülnabat Kadyrowa            | B     | 68.73         | 85            | 90            | 94            | 90            | 100            | 105            | 105            | 105            | 195   |
| 14                | CMR Arcangeline Fouodji          | B     | 68.08         | 77            | 82            | 86            | 82            | 100            | 105            | 110            | 105            | 187   |
| –                 | POL Patrycja Piechowiak          | B     | 68.32         | 98            | 101           | 103           | 101           | –              | –              | –              | DNF            | DNF   |
| –                 | ROU Florina Sorina Hulpan        | A     | 67.52         | 100           | 100           | 100           | 100           | –              | –              | –              | DNF            | DNF   |
| –                 | BLR Anastasiya Mikhalenka        | A     | 67.23         | 103           | 103           | 103           | DNF           | –              | –              | –              | –              | DNF   |

Legenda
| Recorde mundial      | Recorde mundial (World record)               |                       | Recorde africano                      | Recorde africano (African) |                                           | Q | Classificado por posição (Qualified) |
| Recorde olímpico     | Recorde olímpico (Olympic record)            | Recorde da América    | Recorde da América (Americas)         | q                          | Classificado por melhor tempo (Qualified) |   |                                      |
| Melhor marca do ano  | Melhor marca do ano (World leading)          | Recorde asiático      | Recorde asiático (Asian)              | DNS                        | Não largou (Did not start)                |   |                                      |
| Recorde nacional     | Recorde nacional (National record)           | Recorde europeu       | Recorde europeu (European)            | DNF                        | Não terminou (Did not finish)             |   |                                      |
| Recorde pessoal      | Recorde pessoal do atleta (Personal best)    | Recorde da Oceania    | Recorde da Oceania (Oceania)          | DSQ / DQ                   | Desclassificado (Disqualified)            |   |                                      |
| Recorde da temporada | Recorde da temporada do atleta (Season best) | Recorde sul-americano | Recorde sul-americano (South America) | NM                         | Sem marca (No mark)                       |   |                                      |